# Ripabottoni
Ripabottoni är en ort och kommun i provinsen Campobasso i regionen Molise i Italien. Kommunen hade 493 invånare (2018).